# Taupo Motorsport Park
Der Taupo International Motorsport Park ist eine permanente Motorsport-Rennstrecke in Taupõ, Neuseeland.

## Geschichte
Der Kurs entstand im Jahr 1959 als der Taupō Car Club einen 1,3 km langen Dirttrack in der Nähe des Mount Tauhara eröffnete. Er wurde kurz darauf asphaltiert und war ab dann Austragungsort für verschiedenen Rennen des Clubs.
2005, wurde der Kurs dank einer Investition in der Höhe von 14 Millionen Neuseeland-Dollar renoviert und vergrößert. Bereits ab dem Folgejahr gastierte die A1GP. Über das von Nico Hülkenberg gewonnene Rennen wurde zwar international berichtet, allerdings verursachte die Veranstaltung Schulden in der Höhe von 3 Millionen Dollar. Trotzdem wurde weiterhin in den Kurs investiert, zum Beispiel wurde die Schikane bei Kurve 14 überarbeitet.
2009 fand das letzte A1GP-Rennen in Taupõ statt, womit die Anlage ihren bekanntesten Event verlor. Dies führte zu finanziellen Schwierigkeiten, woraufhin ein Verkauf des Kurses in Betracht gezogen wurde, der jedoch nicht zustande kam. 2015 wurde der Kurs nach dem ehemaligen Formel-1-Fahrer Bruce McLaren in „Bruce McLaren Motorsport Park“ umbenannt.
2021 wurde die Anlage letztendlich doch für ca. 10 Mio. Neuseeland-Dollar an den Rennstreckenbesitzer Tony Quinn, Besitzer des Hampton Downs Motorsport Park und des Highlands Motorsport Park, verkauft. Unter ihm wurde der Name zu „Taupo International Motorsport Park“ geändert und der Fokus neben dem Ausbau des Motorsport-Programms auch auf den Tourismus und auf Gemeinschaftseinrichtungen gelegt.
Seit 2024 gastiert die Supercars Championship auf dem Kurs.

## Die Strecke
Die Strecke kann in vier verschiedenen Varianten gefahren werden, wobei die Längen von 1,3 Kilometern bis zu 3,5 Kilometern variieren. Die Anlage umfasst neben der Strecke auch zwei getrennte Boxenbereiche, einen Dragstrip und eine Kartbahn.
Neben der Verwendung für Autorennen wurde der Kurs 2024 auch für Staffelläufe verwendet.